# Sadegh Goudarzi
Sadegh Goudarzi (n. 22 septembrie 1987, Malayer, Iran) este un luptător ce a reprezentat Iran, medaliat olimpic. A participat la o ediție a Jocurilor Olimpice (2012) în care a câștigat o medalie de argint.